# داني كوين
داني كوين (بالإيطالية: Danny Quinn)‏ هو منتج أفلام وكاتب سيناريو وعارض ومخرج وممثل إيطالي، ولد في 16 أبريل 1964 بروما في إيطاليا.

## وصلات خارجية
- داني كوين على موقع IMDb (الإنجليزية)
- داني كوين على موقع ألو سيني (الفرنسية)
- داني كوين على موقع قاعدة بيانات الأفلام السويدية (السويدية)
- داني كوين على موقع ديسكوغز (الإنجليزية)
- داني كوين على موقع قاعدة بيانات الفيلم (الإنجليزية)
- داني كوين على موقع كينوبويسك (الروسية)